# エドウィン・ハード・コンガー

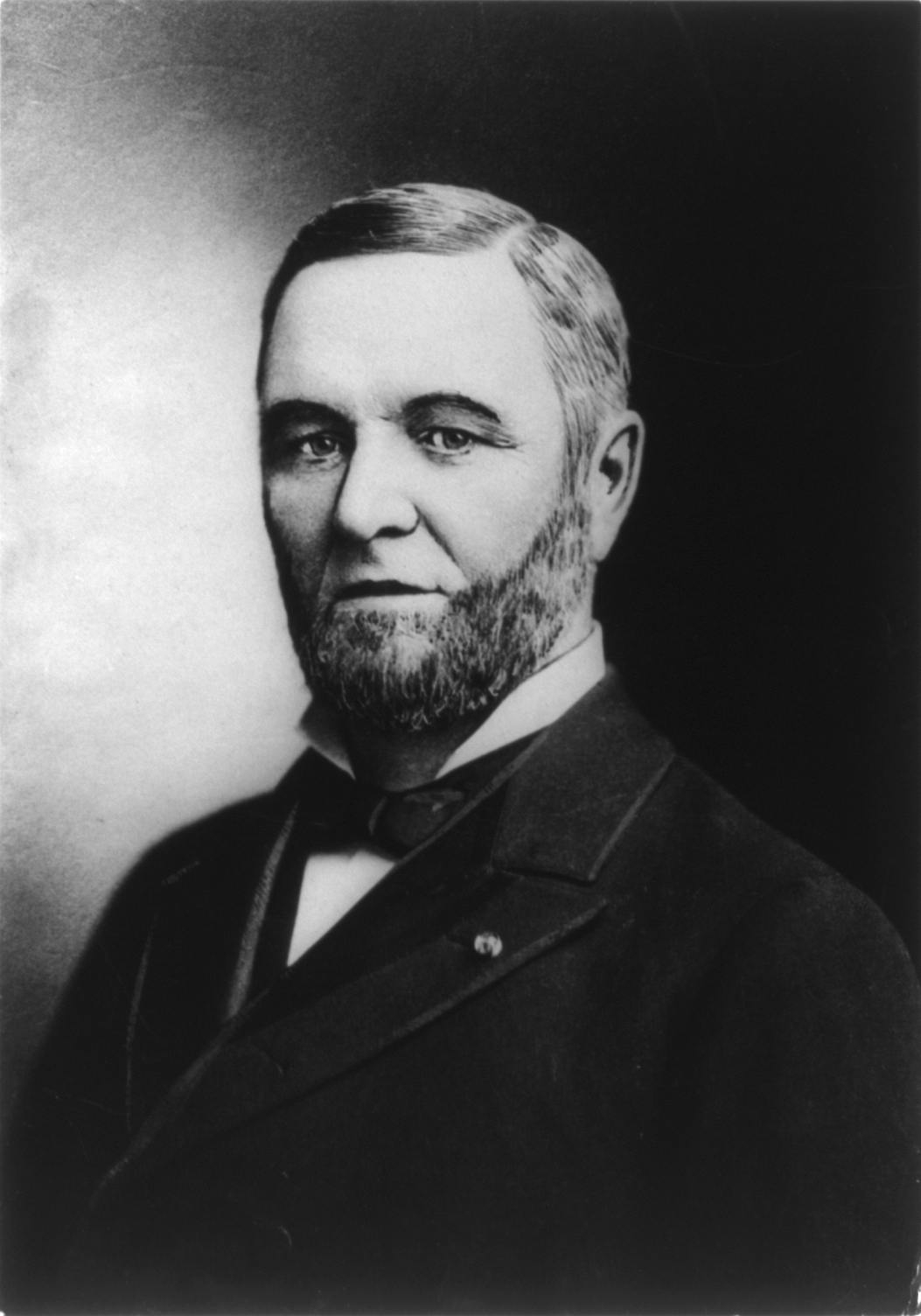
エドウィン・ハード・コンガー

エドウィン・ハード・コンガー（Edwin Hurd Conger, 1843年3月7日 - 1907年5月18日）は、アメリカ合衆国の政治家、外交官。第一次グロバー・クリーブランド政権時代に連邦下院議員を務めた。

## 生涯
1843年3月7日、コンガーはイリノイ州ノックス郡において誕生した。コンガーは1862年にランバード大学を卒業した。南北戦争中は一兵卒として、イリノイ州第102志願兵歩兵連隊の第1中隊に従軍した。コンガーは後に、大尉および名誉少佐まで昇進した。終戦後は法律を学び、1866年にオールバニ法学大学院を卒業した。そして同年に弁護士として認可を受けると、イリノイ州ゲイルズバーグで弁護士業を開業した。
1868年、コンガーはアイオワ州デクスターへ移り、畜産業、銀行業、農業に従事した。コンガーは1877年にアイオワ州ダラス郡の財務官に選出され、1879年にも再選した。1880年と1882年には2期連続でアイオワ州財務官に選出された。

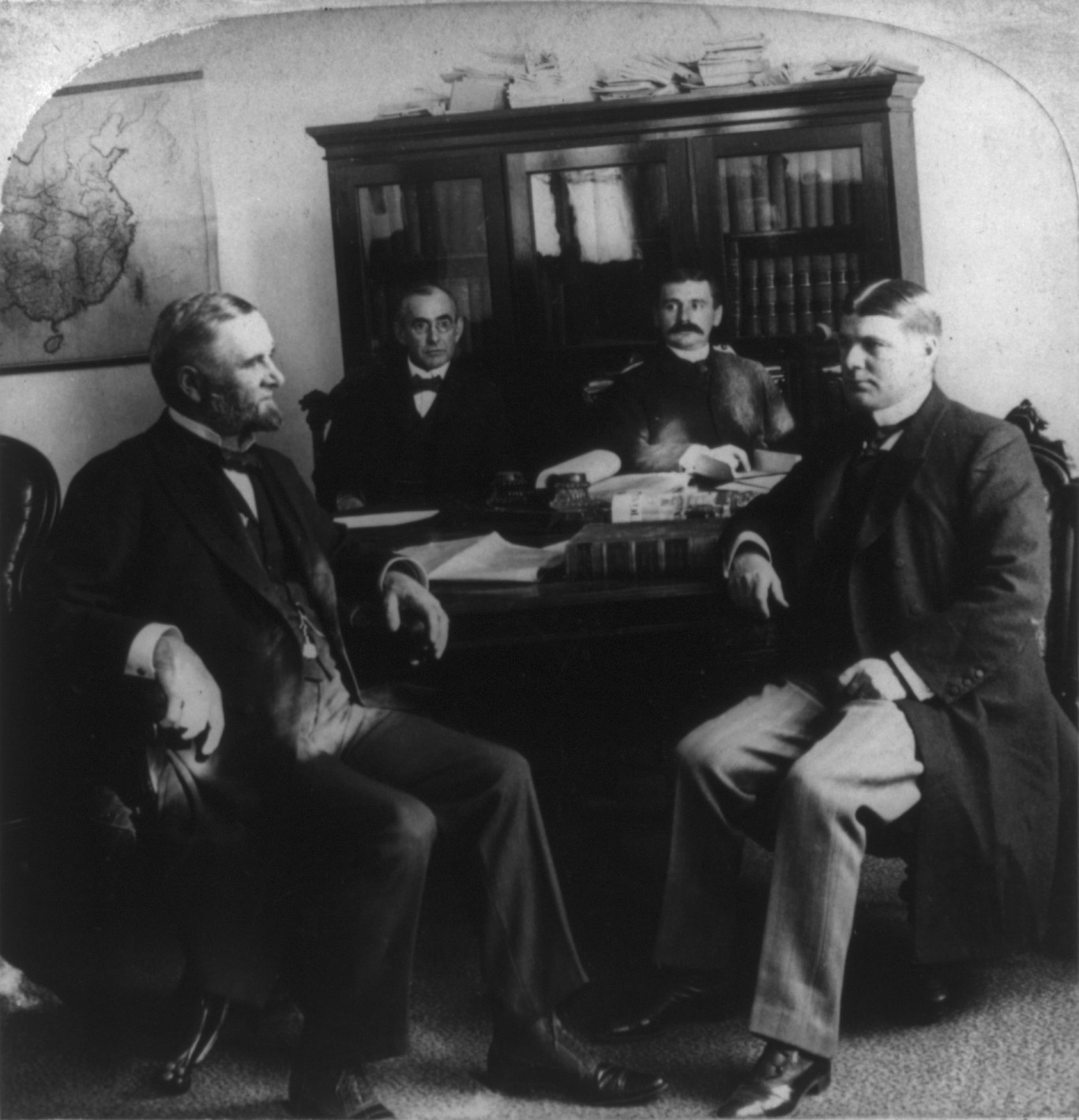
清国駐在時代のコンガー（左）

1884年、コンガーは共和党から連邦下院議員に選出された。コンガーは1885年から1890年まで連邦下院議員を1期4年務めた。1889年から1890年にかけては度量衡委員会の委員長を務めた。コンガーはその後、駐ブラジル公使（1890年-1893年、1897年-1898年）、駐清公使（1898年-1905年）、駐メキシコ大使（1905年）を務めた。
1907年5月18日、コンガーはカリフォルニア州パサデナにおいて死去した。コンガーの遺体はカリフォルニア州アルタデナのマウンテンヴュー墓地に埋葬された。